# Platycnemis alatipes
Platycnemis alatipes är en trollsländeart som först beskrevs av Mclachlan 1872.  Platycnemis alatipes ingår i släktet Platycnemis och familjen flodflicksländor. Inga underarter finns listade i Catalogue of Life.